# Catopsis oerstediana
Catopsis oerstediana är en gräsväxtart som beskrevs av Carl Christian Mez. Catopsis oerstediana ingår i släktet Catopsis och familjen Bromeliaceae. Inga underarter finns listade i Catalogue of Life.